# Замора де Идалго
Замора де Идалго (шп. Zamora de Hidalgo) насеље је у Мексику у савезној држави Мичоакан у општини Замора. Насеље се налази на надморској висини од 1577 м.

## Становништво
Према подацима из 2010. године у насељу је живело 141627 становника.

### Хронологија
| Година       | 2000                   | 2005                   | 2010                   |
| ------------ | ---------------------- | ---------------------- | ---------------------- |
| Становништво | 122881 (58951 / 63930) | 127606 (60704 / 66902) | 141627 (67993 / 73634) |

### Попис
| \| \| м \| \| \| ж \| \| 0—2 \| 4.151 \| \| \| 4.022 \| \| 3—5 \| 4.296 \| \| \| 4.163 \| \| 6—11 \| 8.472 \| \| \| 8.159 \| \| 12—14 \| 4.132 \| \| \| 3.966 \| \| 15—17 \| 4.192 \| \| \| 4.246 \| \| 18—24 \| 8.938 \| \| \| 9.685 \| \| 60+ \| 5.977 \| \| \| 7.167 \| \| Просек : \| 28,4 \| \| \| 29,8 \| |       |  |  |       |
| |       |  |  |       |
| | м     |  |  | ж     |
| 0—2 | 4.151 |  |  | 4.022 |
| 3—5 | 4.296 |  |  | 4.163 |
| 6—11 | 8.472 |  |  | 8.159 |
| 12—14 | 4.132 |  |  | 3.966 |
| 15—17 | 4.192 |  |  | 4.246 |
| 18—24 | 8.938 |  |  | 9.685 |
| 60+ | 5.977 |  |  | 7.167 |
| Просек : | 28,4  |  |  | 29,8  |

| #   | Индикатор                                                                                        | Вредност |
| --- | ------------------------------------------------------------------------------------------------ | -------- |
| 1   | Становништво од 0 до 2 године                                                                    | 8173     |
| 2   | Мушко становништво од 0 до 2 године                                                              | 4151     |
| 3   | Женско становништво од 0 до 2 године                                                             | 4022     |
| 4   | Становништво са 3 и више година                                                                  | 132616   |
| 5   | Мушко становништво са 3 и више година                                                            | 63421    |
| 6   | Женско становништво са 3 и више година                                                           | 69195    |
| 7   | Становништво са 5 и више година                                                                  | 126929   |
| 8   | Мушко становништво са 5 и више година                                                            | 60519    |
| 9   | Женско становништво са 5 и више година                                                           | 66410    |
| 10  | Становништво са 12 и више година                                                                 | 107526   |
| 11  | Мушко становништво са 12 и више година                                                           | 50653    |
| 12  | Женско становништво са 12 и више година                                                          | 56873    |
| 13  | Становништво са 15 и више година                                                                 | 99428    |
| 14  | Мушко становништво са 15 и више година                                                           | 46521    |
| 15  | Женско становништво са 15 и више година                                                          | 52907    |
| 16  | Становништво са 18 и више година                                                                 | 90990    |
| 17  | Мушко становништво са 18 и више година                                                           | 42329    |
| 18  | Женско становништво са 18 и више година                                                          | 48661    |
| 19  | Становништво од 3 до 5 година                                                                    | 8459     |
| 20  | Мушко становништво од 3 до 5 година                                                              | 4296     |
| 21  | Женско становништво од 3 до 5 година                                                             | 4163     |
| 22  | Становништво од 6 до 11 година                                                                   | 16631    |
| 23  | Мушко становништво од 6 до 11 година                                                             | 8472     |
| 24  | Женско становништво од 6 до 11 година                                                            | 8159     |
| 25  | Становништво од 8 до 14 година                                                                   | 19175    |
| 26  | Мушко становништво од 8 до 14 година                                                             | 9788     |
| 27  | Женско становништво од 8 до 14 година                                                            | 9387     |
| 28  | Становништво од 12 до 14 година                                                                  | 8098     |
| 29  | Мушко становништво од 12 до 14 година                                                            | 4132     |
| 30  | Женско становништво од 12 до 14 година                                                           | 3966     |
| 31  | Становништво од 15 до 17 година                                                                  | 8438     |
| 32  | Мушко становништво од 15 до 17 година                                                            | 4192     |
| 33  | Женско становништво од 15 до 17 година                                                           | 4246     |
| 34  | Становништво од 18 до 24 године                                                                  | 18623    |
| 35  | Мушко становништво од 18 до 24 године                                                            | 8938     |
| 36  | Женско становништво од 18 до 24 године                                                           | 9685     |
| 37  | Женско становништво од 15 до 49 година                                                           | 39324    |
| 38  | Становништво са 60 и више година                                                                 | 13144    |
| 39  | Мушко становништво са 60 и више година                                                           | 5977     |
| 40  | Женско становништво са 60 и више година                                                          | 7167     |
| 41  | Однос између мушкараца и жена                                                                    | 92.34    |
| 42  | Становништво од нуле до 14 година                                                                | 41361    |
| 43  | Становништво од 15 до 64 године                                                                  | 90590    |
| 44  | Становништво од 65 година и више                                                                 | 8838     |
| 45  | Просечан број деце                                                                               | 2.33     |
| 46  | Становништво рођено у ентитету                                                                   | 124643   |
| 47  | Мушко становништво рођено у ентитету                                                             | 59595    |
| 48  | Женско становништво рођено у ентитету                                                            | 65048    |
| 49  | Становништво рођено у другом ентитету                                                            | 13808    |
| 50  | Мушко становништво рођено у другом ентитету                                                      | 6733     |
| 51  | Женско становништво рођено у другом ентитету                                                     | 7075     |
| 52  | Становништво од 5 година и више резидентно у ентитету у јуну 2005. године                        | 120969   |
| 53  | Мушко становништво старосног доба од 5 година и више, резидентно у ентитету у јуну 2005. године  | 57102    |
| 54  | Женско становништво старосног доба од 5 и више година, резидентно у ентитету у јуну 2005. године | 63867    |
| 55  | Становништво од 5 година и више које је живело у другом ентитету у јуну 2005. године             | 2672     |
| 56  | Мушко становништво старије од 5 година које је живело у другом ентитету у јуну 2005. године      | 1350     |
| 57  | Женско становништво старије од 5 година које је живело у другом ентитету у јуну 2005. године     | 1322     |
| 58  | Становништво од 3 године и више које говори аутохтони језик                                      | 1058     |
| 59  | Мушко становништво старо 3 године и више које говори аутохтони језик                             | 538      |
| 60  | Женско становништво старо 3 године и више које говори аутохтони језик                            | 520      |
| 61  | Становништво од 3 године и више које говори аутохтони језик и не говори шпански језик            | 7        |
| 62  | Мушко становништво старо 3 године и више које говори аутохтони језик и не говори шпански         | 2        |
| 63  | Женско становништво старо 3 године и више које говори аутохтони језик и не говори шпански језик  | 5        |
| 64  | Становништво старо 3 године и више које говори аутохтони језик и шпански                         | 854      |
| 65  | Мушко становништво старо 3 године и више које говори аутохтони језик и шпански                   | 417      |
| 66  | Женско становништво старо 3 године и више које говори аутохтони језик и шпански                  | 437      |
| 67  | Становништво од 5 година и више које говори аутохтони језик                                      | 1046     |
| 68  | Становништво од 5 година и више које говори аутохтони језик и не говори шпански језик            | 7        |
| 69  | Становништво од 5 година и више које говори аутохтони језик и говори шпански језик               | 845      |
| 70  | Становништво у домородачким домаћинствима                                                        | 2627     |
| 71  | Становништво са ограничењима у активностима                                                      | 5484     |
| 72  | Становништво са ограниченим ходањем или кретањем, горе или доле                                  | 3128     |
| 73  | Становници са ограничењима вида, чак и уз кориштење сочива                                       | 1279     |
| 74  | Становништво са ограничењима говора, комуникације или конверзације                               | 503      |
| 75  | Становништво са ограниченим слухом                                                               | 524      |
| 76  | Становништво са ограничењима при одевању, купању или јелу                                        | 317      |
| 77  | Становништво са ограничењима у опажању или учењу једноставних ствари                             | 271      |
| 78  | Становништво са менталним ограничењима                                                           | 650      |
| 79  | Становништво без ограничења активности                                                           | 133845   |
| 80  | Становништво од 3 до 5 година које не похађа школу                                               | 4368     |
| 81  | Мушко становништво од 3 до 5 година које не похађа школу                                         | 2221     |
| 82  | Женско становништво од 3 до 5 година које не похађа школу                                        | 2147     |
| 83  | Становништво од 6 до 11 година које не похађа школу                                              | 971      |
| 84  | Мушко становништво од 6 до 11 година које не похађа школу                                        | 536      |
| 85  | Женско становништво од 6 до 11 година које не похађа школу                                       | 435      |
| 86  | Становништво од 12 до 14 година које не похађа школу                                             | 1385     |
| 87  | Мушко становништво од 12 до 14 година које не похађа школу                                       | 717      |
| 88  | Женско становништво од 12 до 14 година које не похађа школу                                      | 668      |
| 89  | Становништво од 15 до 17 година похађа школу                                                     | 4633     |
| 90  | Мушко становништво од 15 до 17 година похађа школу                                               | 2274     |
| 91  | Женско становништво између 15 и 17 година живота у школи                                         | 2359     |
| 92  | Становништво од 18 до 24 године похађа школу                                                     | 4841     |
| 93  | Мушко становништво од 18 до 24 године похађа школу                                               | 2381     |
| 94  | Женско становништво од 18 до 24 године похађа школу                                              | 2460     |
| 95  | Становништво од 8 до 14 година које не може да чита и пише                                       | 877      |
| 96  | Мушко становништво старосног доба од 8 до 14 година које не може да чита и пише                  | 534      |
| 97  | Женско становништво старосног доби од 8 до 14 година које не може да чита и пише                 | 343      |
| 98  | Становништво од 15 година и више које је неписмено                                               | 6778     |
| 99  | Мушко становништво од 15 година и више које је неписмено                                         | 2633     |
| 100 | Женско становништво од 15 година и више које је неписмено                                        | 4145     |
| 101 | Становништво старо 15 и више година без школовања                                                | 8025     |
| 102 | Мушко становништво старо 15 и више година без школовања                                          | 3384     |
| 103 | Женско становништво старо 15 и више година без школовања                                         | 4641     |
| 104 | Становништво старосног доба 15 и више година са непотпуним основним образовањем                  | 13650    |
| 105 | Мушко становништво старосног доба од 15 година и више са непотпуном основним образовањем         | 6001     |
| 106 | Женско становништво старосног доба 15 и више година са непотпуном основним образовањем           | 7649     |
| 107 | Становништво старо 15 и више година са комплетним основним образовањем                           | 17242    |
| 108 | Мушко становништво старо 15 година и више са комплетним основним образовањем                     | 7590     |
| 109 | Женско становништво старо 15 и више година са комплетним основним образовањем                    | 9652     |
| 110 | Становништво старосног доба 15 и више година са непотпуним средњим образовањем                   | 5957     |
| 111 | Мушко становништво старосног доба од 15 година и више са непотпуним средњим образовањем          | 3367     |
| 112 | Женско становништво старосног доба од 15 година и више са непотпуним средњим образовањем         | 2590     |
| 113 | Становништво старо 15 и више година са пуним секундарном образовањем                             | 18217    |
| 114 | Мушко становништво старосног доба од 15 година и више са пуним секундарном образовањем           | 8750     |
| 115 | Женско становништво старосног доба од 15 година и више са пуним секундарном образовањем          | 9467     |
| 116 | Становништво старије од 18 година са постосновним образовањем                                    | 31829    |
| 117 | Мушко становништво старије од 18 година са постосновним образовањем                              | 15651    |
| 118 | Женско становништво старије од 18 година са постосновним образовањем                             | 16178    |
| 119 | Просечна оцена школовања                                                                         | 8.37     |
| 120 | Просечан ниво образовања мушке популације                                                        | 8.63     |
| 121 | Просечан ниво образовања женског становништва                                                    | 8.14     |
| 122 | Економски активно становништво                                                                   | 60664    |
| 123 | Економски активна мушка популација                                                               | 37915    |
| 124 | Економски активна женска популација                                                              | 22749    |
| 125 | Становништво које није економски активно                                                         | 45589    |
| 126 | Мушко становништво које није економски активно                                                   | 11994    |
| 127 | Женско становништво које није економски активно                                                  | 33595    |
| 128 | Запослено становништво                                                                           | 58448    |
| 129 | Запослено мушко становништво                                                                     | 36105    |
| 130 | Запослено женско становништво                                                                    | 22343    |
| 131 | Незапослена популација                                                                           | 2216     |
| 132 | Незапослена мушка популација                                                                     | 1810     |
| 133 | Незапослена женска популација                                                                    | 406      |
| 134 | Становништво без права на здравствене услуге                                                     | 55106    |
| 135 | Становништво које има право на здравствене услуге                                                | 84558    |
| 136 | Становништво које има право на ИМСС                                                              | 53144    |
| 137 | Становништво које има право на социјално осигурање                                               | 7666     |
| 138 | Становништво које има право на државно социјално осигурање                                       | 132      |
| 139 | Становништво које има право на опште осигурање или здравствено осигурање за нову генерацију      | 18547    |
| 140 | Становништво које је било једном или није било у браку током 12 година и више                    | 35838    |
| 141 | Венчано или уједињено становништво од 12 година и више                                           | 60408    |
| 142 | Становништво које је било у браку или уједињено 12 година и више                                 | 10368    |
| 143 | Становништво са католичком религијом                                                             | 129794   |
| 144 | Протестанти, еванђелисти и библијски следбеници различити од еванђелиста                         | 7012     |
| 145 | Становништво са другим религијама различитим од претходних                                       | 49       |
| 146 | Становништво без религије                                                                        | 2396     |
| 147 | Укупно пописаних домаћинства                                                                     | 35994    |
| 148 | Пописна домаћинства на челу са мушкарцима                                                        | 26814    |
| 149 | Пописна домаћинства на челу са женама                                                            | 9180     |
| 150 | Становништво у пописним домаћинствима                                                            | 140013   |
| 151 | Становништво у пописним домаћинствима на челу са мушкарцима                                      | 108951   |
| 152 | Становништво у пописним домаћинствима на челу са женама                                          | 31062    |
| 153 | Укупно домаћинстава                                                                              | 45492    |
| 154 | Укупно насељених домаћинстава                                                                    | 36281    |
| 155 | Укупно приватних кућа                                                                            | 45205    |
| 156 | Насељени приватни домови                                                                         | 35994    |
| 157 | Укупно насељених приватних кућа                                                                  | 36263    |
| 158 | Ненасељене приватне куће                                                                         | 7562     |
| 159 | Појединачна домаћинства за привремену употребу                                                   | 1649     |
| 160 | Становници у насељеним приватним кућама                                                          | 140013   |
| 161 | Насељеност станара у приватним становима                                                         | 3.89     |
| 162 | Просечно становника по соби у приватним насељеним домаћинствима                                  | 0.95     |
| 163 | Појединачна домаћинства са подовима од различитих материјала од земље                            | 34624    |
| 164 | Појединачна домаћинства у приземљу                                                               | 1147     |
| 165 | Појединачна домаћинства са једном спаваћом собом                                                 | 9539     |
| 166 | Појединачна домаћинства са две спаваће собе и више                                               | 26292    |
| 167 | Појединачна домаћинства са једним собом                                                          | 1069     |
| 168 | Појединачна домаћинства са две собе                                                              | 3694     |
| 169 | Појединачна домаћинства са 3 собе и више                                                         | 31031    |
| 170 | Појединачна домаћинства која имају електрично светло                                             | 35593    |
| 171 | Појединачна домаћинства која немају електрично светло                                            | 248      |
| 172 | Појединачна домаћинства која имају водоводну воду у стамбеном простору                           | 30251    |
| 173 | Појединачна домаћинства која немају водоводну воду у стамбеном простору                          | 5494     |
| 174 | Појединачна домаћинства која имају тоалет                                                        | 35465    |
| 175 | Појединачна домаћинства која имају канализацију                                                  | 35139    |
| 176 | Појединачна домаћинства која немају канализацију                                                 | 589      |
| 177 | Појединачна домаћинства која имају електрично светло, довод воде из јавне мреже и канализацију   | 30049    |
| 178 | Појединачна домаћинства без икаквих услова                                                       | 273      |
| 179 | Појединачна домаћинства која имају радио                                                         | 29779    |
| 180 | Појединачна домаћинства која имају телевизор                                                     | 34954    |
| 181 | Појединачна домаћинства која имају фрижидер                                                      | 31924    |
| 182 | Појединачна домаћинства која имају машину за веш                                                 | 26116    |
| 183 | Појединачна домаћинства која имају аутомобил или комби                                           | 16871    |
| 184 | Појединачна домаћинства која имају рачунар                                                       | 11084    |
| 185 | Појединачна домаћинства која имају фиксну телефонску линију                                      | 17999    |
| 186 | Појединачна домаћинства која имају мобилни телефон                                               | 24160    |
| 187 | Појединачна домаћинства која имају приступ интернету                                             | 7816     |
| 188 | Величина локације                                                                                | 11       |